# Johannes Baptista Montanus

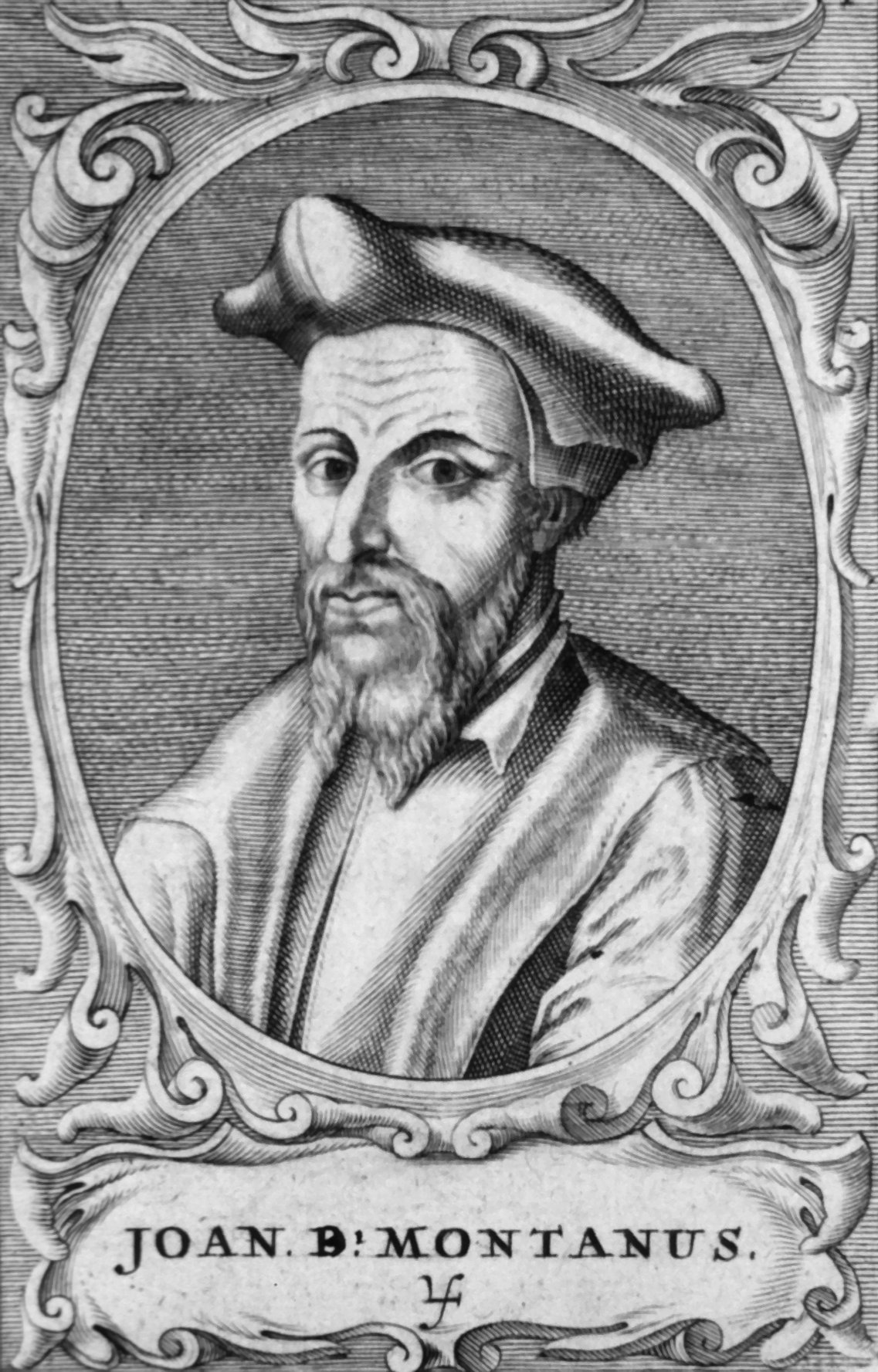
Johannes Baptista Montanus

Johannes Baptista Montanus (auch: Giovanni Battista Monte, Gian Battista Da Monte) (* 1498 in Verona; † 6. Mai 1551) war Professor an der Universität Ferrara und Padua. Er wurde als der „zweite Galen“ angesehen.

## Leben
Montanus war ein Kommilitone und Freund von Andreas Vesalius.
Er etablierte die klinische Medizin. Er war der erste in Europa, der Medizin und Diagnose in Gegenwart der Patienten lehrte und erteilte als Erster im Hospital San Francesco in Padua klinischen Unterricht. Zu seinen Schülern gehörten u. a. Valentinus Lublinus und Johann Crato von Krafftheim.
Montanus führte die Autopsie als ein Mittel ein, medizinisches Wissen insbesondere in der Anatomie zu erwerben. Hierfür wurde später (in den 90er Jahren des 16. Jahrhunderts) durch Girolamo Fabrizio (Hieronymus Fabricius ab Aquapendente) das erste permanente anatomische Theater eingerichtet.
Er gab die Schriften Galens, Rhazes und Avicennas in verschiedenen Ausgaben heraus und soll 1545 an der Gründung des heute ältesten universitären Botanischen Gartens beteiligt gewesen sein.

## Werke
- Expectatissimae in primam & secundam partem Aphorismorum Hippocratis lectiones, summa cura collectae: exactissimaque diligentia recognitae. - Venetiis: apud Balthassarem Constantinum ad signum divi Georgii. 1555.
- In primam Fen libri primi Canonis Avicennae explanatio. à Valentino Lublino Polono collecta. – Venetiis: apud Baltassarem Constantinum ad signum divi Georgii. 1554.
- De Excrementis libri II a Valent. Lublino. Venedig 1554.